# Konan (Shiga)
Konan (湖南市 Konan-shi?) es una ciudad localizada en la prefectura de Shiga, Japón. En junio de 2019 tenía una población de 54.633 habitantes y una densidad de población de 776 personas por km². Su área total es de 70,40 km².

## Geografía

### Localidades circundantes
- Prefectura de Shiga
  - Yasu
  - Rittō
  - Kōka
  - Ryūō

## Demografía
Según datos del censo japonés, la población de Konan se ha mantenido estable en los últimos años.
| Año del censo | Población |
| ------------- | --------- |
| 1995          | 51.372    |
| 2000          | 53.740    |
| 2005          | 55.325    |
| 2010          | 54.614    |
| 2015          | 54.289    |